# Steve Berrios
Steve Berrios (Nueva York, 24 de febrero de 1945-24 de julio de 2013) fue un baterista de jazz y percusionista estadounidense. Empezó tocando la trompeta, pero no fue conocido por su destreza con ese instrumento. Con frecuencia se desenvolvió en el medio del jazz afrocubano, después de haberse agrupado con Pucho & His Latin Soul Brothers y Mongo Santamaría. También trabajó con artistas de otras corrientes del jazz, como Kenny Kirkland y Art Blakey, entre muchos otros.

## Discografía
- Con Alphonse Mouzon: Funky Snakefoot (Blue Note, 1973)
- Con Randy Weston: Carnival (publicado en 1974)
- Con Michael Brecker: Now You See It... (Now You Don't) (GRP, 1990)
- Con The Harlem Experiment: The Harlem Experiment (Ropeadope, 2007)